# Stevie B
Stevie B (Steven Bernard Hill) är en amerikansk sångare, låtskrivare och skivproducent som var inflytelserik i den latinska freestyle främst från Miami dansmusik scenen i slutet av 1980-talet. Också känd som kungen av Freestyle är Stevie B kanske mest känd för sin 1990 hit "Because I Love You (The Postman Song)."

## Karriär
Född i Fort Lauderdale, Florida, arbetade Stevie B en mängd olika jobb, från biltvätt till snabbmat-innan de får för hans 1987  nationella klubb "Part Your Body". Det var också titelspåret av hans 1988 debut-LP, som så småningom sålde guld. År 1989 hade han sin första topp 40 hits med "I Wanna Be One", "In My Eyes" och "Love Me For Life". Med hans 1990 album, Love & Emotion, han nådde höjden av sin framgång, med sin singel "Because I Love You" som var fyra veckor som nummer ett på den amerikanska Billboard Hot 100 i december 1990. Han hade två efterföljande topp 15 hits med "I'll Be by Your Side" och titelspåret från albumet. År 1998 The Best of Stevie B släpptes, med tonvikt på ljuset dans-pop-ljud som markerade början av sin karriär.
Den 30 september 2011, blev Hill arresterades av Springfield, Massachusetts poliser under en av hans konserter på grund av $420,000 i obetalda underhållsbidrag

## Diskografi
| Studioalbum - 1988: Party Your Body - 1988: In My Eyes - 1990: Love & Emotion - 1992: Healing - 1994: Funky Melody - 1996: Waiting For Your Love - 1998: Right Here, Right Now! - 1998: Summer Nights - 1999: Freestyle Then And Now! - 2001: It's So Good - 2006: This Time... - 2009: The Terminator | Samlingsalbums - 1991: Best Of Stevie B - 1992: Best Of Stevie B (Different Tracklist) - 1993: The Best Of Stevie B (Brazil Edition) - 1996: The Best Of Stevie B Vol. 2 (Brazil Edition) - 1996: Finally - 1997: Hit Collection |